# Rijksmonument 335369
Rijksmonument 335369 is een blokje woningen met hoekwinkel aan de Veeteeltstraat, Betondorp, Amsterdam-Oost. Ze heeft betrekking op Veeteeltstraat 118-120. Het blokje werd op 20 oktober 1988 opgenomen in het monumentenregister.
De Veeteeltstraat is een straat die de Brink van oost naar west doorkruist. Veeteeltstraat 118-120 ligt aan de westzijde van het plein en is via een poortconstructie verbonden met Brink 4 tot en met 22 (Rijksmonument 335357). Het blokje is opgetrokken naar ontwerp van architect Dick Greiner en uitgevoerd in korrelbeton, naamgever van de wijk. Het geheel is net als de andere bebouwing kubistisch van opzet, rechte bouwlijnen uit het Nieuwe Bouwen met hier en daar nog invloeden van de Amsterdamse School. Het gebouw kent een soort terrasachtige opbouw. Er zijn drie bouwlagen. Het winkelgedeelte heeft in principe maar één bouwlaag, maar daarop zijn het balkon en uitbouw van de eerste verdieping geplaatst. De uitbouw van de eerste verdieping dient dan weer tot balkon van de tweede verdieping. Het enige rondingen aan het gebouw zijn de later aangebracht hemelwaterafvoeren. 
De aansluitende bebouwing aan de Veeteeltstraat (122-130) kent een teruggetrokken rooilijn.
Rijksmonument 335363 met Landbouwstraat 72-78 vormt de weerspiegeling aan de andere zijde van het plein.